# Virginia (Lempira)

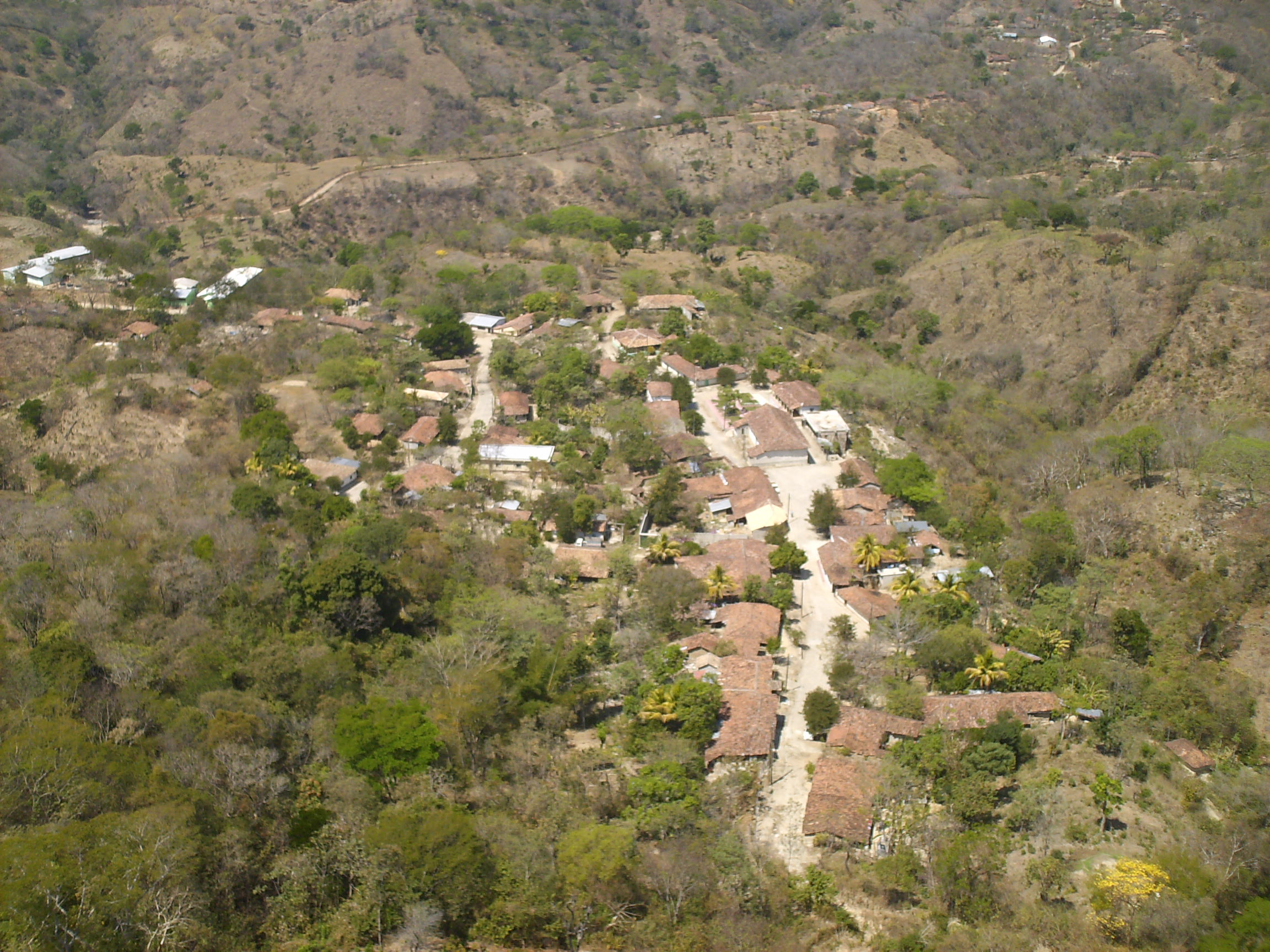
Virginia é uma cidade hondurenha do departamento de Lempira.